# Broadway & 52nd
Broadway & 52nd és el segon àlbum de grup de jazz-rap Us3 i es va publicar el 1997. Tot i continuar amb l'estil de mesclar músics en directe amb samplers d'enregistraments clàssics de jazz i lletres de hip-hop, aquest no va tenir tan bona rebuda com l'àlbum de debut. Després de les vendes milionàries que va obtenir Hand on the Torch, la discogràfica Blue Note els va donar total llibertat per obtenir nous samplers de tot el seu material, però l'èxit anterior foren un llast pel desenvolupament del nou treball, ja que la repetició de la fórmula que els va fer famosos ja no era original i no va atraure al gran públic.
El títol de l'àlbum es refereix a la zona on hi ha la intersecció del carrer 52 amb el districte teatral de Broadway a Nova York, centre neuràlgic on es desenvolupà l'estil bebop.

## Cançons
1. Intro. 1:14
2. Come On Everybody (Get Down). 5:48
3. Caught Up In A Struggle. 3:42
4. True To The Game. 3:35
5. Snakes. 4:07
6. I'm Thinking About Your Body. 5:24
7. Grand Groove. 3:36
8. Nowadays. 4:24
9. Sheep. 4:46
10. Doin' A Crime. 5:37
11. Recognise & Realise. 5:40
12. Time & Space. 4:45
13. Soul Brother. 3:59
14. Hymn For Her. 4:53